# Erwin (Tennessee)
Erwin es un pueblo ubicado en el condado de Unicoi en el estado estadounidense de Tennessee. En el Censo de 2010 tenía una población de 6.097 habitantes y una densidad poblacional de 582,4 personas por km².

## Geografía
Erwin se encuentra ubicado en las coordenadas 36°8′45″N 82°24′43″O / 36.14583, -82.41194. Según la Oficina del Censo de los Estados Unidos, Erwin tiene una superficie total de 10.47 km², de la cual 10.46 km² corresponden a tierra firme y (0.12%) 0.01 km² es agua.

## Demografía
Según el censo de 2010, había 6.097 personas residiendo en Erwin. La densidad de población era de 582,4 hab./km². De los 6.097 habitantes, Erwin estaba compuesto por el 95.1% blancos, el 0.15% eran afroamericanos, el 0.21% eran amerindios, el 0.07% eran asiáticos, el 0% eran isleños del Pacífico, el 3.25% eran de otras razas y el 1.23% pertenecían a dos o más razas. Del total de la población el 5.2% eran hispanos o latinos de cualquier raza.